# Molgula occidentalis
Molgula occidentalis är en sjöpungsart som beskrevs av Traustedt 1883. Molgula occidentalis ingår i släktet Molgula och familjen kulsjöpungar. Inga underarter finns listade i Catalogue of Life.